# Paracassidina pectinata
Paracassidina pectinata är en kräftdjursart som beskrevs av Baker 1911. Paracassidina pectinata ingår i släktet Paracassidina och familjen klotkräftor. Inga underarter finns listade i Catalogue of Life.